# Discocalyx brachybotrya
Discocalyx brachybotrya är en viveväxtart som beskrevs av Elmer Drew Merrill. Discocalyx brachybotrya ingår i släktet Discocalyx och familjen viveväxter. Inga underarter finns listade i Catalogue of Life.